# Gran Premi de Bahrain del 2013
El Gran Premi de Bahrain de Fórmula 1 de la temporada 2013 s'ha disputat al circuit de Sakhir, del 19 al 21 d'abril del 2013.

## Resultats de la qualificació
| Pos                            | No | Pilot               | Constructor          | Part 1    | Part 2   | Part 3      | Sortida |
| ------------------------------ | -- | ------------------- | -------------------- | --------- | -------- | ----------- | ------- |
| 1                              | 9  | Nico Rosberg        | Mercedes             | 1:33.364  | 1:32.867 | 1:32.330    | 1       |
| 2                              | 1  | Sebastian Vettel    | Red Bull-Renault     | 1:33.327  | 1:32.746 | 1:32.584    | 2       |
| 3                              | 3  | Fernando Alonso     | Ferrari              | 1:32.878  | 1:33.316 | 1:32.667    | 3       |
| 4                              | 10 | Lewis Hamilton      | Mercedes             | 1:33.498  | 1:33.346 | 1:32.762    | 91      |
| 5                              | 2  | Mark Webber         | Red Bull-Renault     | 1:33.966  | 1:33.098 | 1:33.078    | 72      |
| 6                              | 4  | Felipe Massa        | Ferrari              | 1:33.780  | 1:33.358 | 1:33.207    | 4       |
| 7                              | 14 | Paul di Resta       | Force India-Mercedes | 1:33.762  | 1:33.335 | 1:33.235    | 5       |
| 8                              | 15 | Adrian Sutil        | Force India-Mercedes | 1:34.048  | 1:33.378 | 1:33.246    | 6       |
| 9                              | 7  | Kimi Räikkönen      | Lotus-Renault        | 1:33.827  | 1:33.146 | 1:33.327    | 8       |
| 10                             | 5  | Jenson Button       | McLaren-Mercedes     | 1:34.071  | 1:33.702 | Sense temps | 10      |
| 11                             | 8  | Romain Grosjean     | Lotus-Renault        | 1:33.498  | 1:33.762 |             | 11      |
| 12                             | 6  | Sergio Pérez        | McLaren-Mercedes     | 1:34.310  | 1:33.914 |             | 12      |
| 13                             | 19 | Daniel Ricciardo    | Toro Rosso-Ferrari   | 1:34.120  | 1:33.974 |             | 13      |
| 14                             | 11 | Nico Hülkenberg     | Sauber-Ferrari       | 1:34.409  | 1:33.976 |             | 14      |
| 15                             | 17 | Valtteri Bottas     | Williams-Renault     | 1:34.425  | 1:34.105 |             | 15      |
| 16                             | 18 | Jean-Éric Vergne    | Toro Rosso-Ferrari   | 1:34.314  | 1:34.284 |             | 16      |
| 17                             | 16 | Pastor Maldonado    | Williams-Renault     | 1:34.4253 |          |             | 17      |
| 18                             | 12 | Esteban Gutiérrez   | Sauber-Ferrari       | 1:34.730  |          |             | 224     |
| 19                             | 20 | Charles Pic         | Caterham-Renault     | 1:35.283  |          |             | 18      |
| 20                             | 22 | Jules Bianchi       | Marussia-Cosworth    | 1:36.178  |          |             | 19      |
| 21                             | 21 | Giedo van der Garde | Caterham-Renault     | 1:36.304  |          |             | 20      |
| 22                             | 23 | Max Chilton         | Marussia-Cosworth    | 1:36.476  |          |             | 21      |
| Temps de tall (107%): 1:39.379 |    |                     |                      |           |          |             |         |
| Font:                          |    |                     |                      |           |          |             |         |

Notes:
- ^1  — Lewis Hamilton ha estat penalitzat amb 5 posicions per substituir la caixa de canvis[2]
- ^2  — Mark Webber ha estat penalitzat amb 3 posicions per causar un accident amb Jean-Éric Vergne al gran premi anterior (GP de la Xina).[3][N 1]
- ^3  — Valtteri Bottas i Pastor Maldonado van fer el mateix temps a la Q1. Es va qualificar Bottas per la Q2 perquè havia realitzat el seu temps abans que Maldonado fes el seu.
- ^4  — Esteban Gutiérrez ha estat penalitzat amb 3 posicions per causar un accident amb Adrian Sutil al gran premi anterior.[4]

## Resultats de la Cursa
| Pos   | No | Pilot               | Constructor          | Voltes | Temps / Retirada | Pos.Sortida | Punts |
| ----- | -- | ------------------- | -------------------- | ------ | ---------------- | ----------- | ----- |
| 1     | 1  | Sebastian Vettel    | Red Bull-Renault     | 57     | 1h 36' 00. 498   | 2           | 25    |
| 2     | 7  | Kimi Räikkönen      | Lotus-Renault        | 57     | + 9.111 s        | 8           | 18    |
| 3     | 8  | Romain Grosjean     | Lotus-Renault        | 57     | + 19.507 s       | 11          | 15    |
| 4     | 14 | Paul di Resta       | Force India-Mercedes | 57     | + 21.727 s       | 5           | 12    |
| 5     | 10 | Lewis Hamilton      | Mercedes             | 57     | + 35.230 s       | 9           | 10    |
| 6     | 6  | Sergio Pérez        | McLaren-Mercedes     | 57     | + 35.998 s       | 12          | 8     |
| 7     | 2  | Mark Webber         | Red Bull-Renault     | 57     | + 37.244 s       | 7           | 6     |
| 8     | 3  | Fernando Alonso     | Ferrari              | 57     | + 37.574 s       | 3           | 4     |
| 9     | 9  | Nico Rosberg        | Mercedes             | 57     | + 41.126 s       | 1           | 2     |
| 10    | 5  | Jenson Button       | McLaren-Mercedes     | 57     | + 46.631 s       | 10          | 1     |
| 11    | 16 | Pastor Maldonado    | Williams-Renault     | 57     | + 1' 06.450 min. | 17          |       |
| 12    | 11 | Nico Hülkenberg     | Sauber-Ferrari       | 57     | + 1' 12.933 min. | 14          |       |
| 13    | 15 | Adrian Sutil        | Force India-Mercedes | 57     | + 1' 16.719 min. | 6           |       |
| 14    | 17 | Valtteri Bottas     | Williams-Renault     | 57     | + 1' 21.511 min. | 15          |       |
| 15    | 4  | Felipe Massa        | Ferrari              | 57     | + 1' 26.364 min. | 4           |       |
| 16    | 19 | Daniel Ricciardo    | Toro Rosso-Ferrari   | 56     | + 1 volta        | 13          |       |
| 17    | 20 | Charles Pic         | Caterham-Renault     | 56     | + 1 volta        | 18          |       |
| 18    | 12 | Esteban Gutiérrez   | Sauber-Ferrari       | 56     | + 1 volta        | 22          |       |
| 19    | 22 | Jules Bianchi       | Marussia-Cosworth    | 56     | + 1 volta        | 19          |       |
| 20    | 23 | Max Chilton         | Marussia-Cosworth    | 56     | + 1 volta        | 21          |       |
| 21    | 21 | Giedo van der Garde | Caterham-Renault     | 55     | + 2 voltes       | 20          |       |
| Ret   | 18 | Jean-Éric Vergne    | Toro Rosso-Ferrari   | 16     | Punxada          | 16          |       |
| Font: |    |                     |                      |        |                  |             |       |